# Krakus (wódka)
Krakus – polska wódka o zawartości alkoholu 40%. Jest produkowana przez zakłady Polmos we Wrocławiu, a wcześniej w Krakowie. Pierwszą szatę graficzną Krakusa zaprojektował Andrzej Heidrich. Wódka posiada certyfikat ISO 9001. 

## Nagrody na międzynarodowych targach i wystawach
- 1964 – srebrny medal w Luksemburgu
- 1965 – srebrny medal w Lublanie
- 1972 – złoty medal w Genewie
- 1987 – złoty medal w Brukseli